# Paraje Atocle
Paraje Atocle är en ort i Mexiko.   Den ligger i kommunen Xochimilco och delstaten Distrito Federal, i den sydöstra delen av landet, 23 km söder om huvudstaden Mexico City. Paraje Atocle ligger 2 420 meter över havet och antalet invånare är 143.
Terrängen runt Paraje Atocle är kuperad åt sydväst, men åt nordost är den platt. Runt Paraje Atocle är det mycket tätbefolkat, med 2 431 invånare per kvadratkilometer. Närmaste större samhälle är Iztapalapa, 16,0 km norr om Paraje Atocle. I omgivningarna runt Paraje Atocle växer huvudsakligen savannskog.